# اندرو لیز
اندرو لیز (به انگلیسی: Andrew Lees) یک بازیگر استرالیایی است که بیشتر برای نقش خود به عنوان لوسین کستل در اصیل‌ها و نیتن کانینگهام در خانه و دوری شناخته شده‌است.

## آثار
- دایره جنایی در نقش جیک لاکوود (مهمان)
- نجات: عملیات ویژه در نقش چیس کالاگر (نقش اصلی)
- اقیانوس آرام در نقش رابرت اوسوالت (مهمان)
- اصیل‌ها در نقش لوسین کستل (دوره ای)[۲]
- خانه و دوری در نقش نیتن کانینگهام (دوره ای)
- موتورهای فانی در نقش هربرت ملیفانت
- افسانه‌های فردا در نقش ارنست همینگوی (مهمان)
- آکادمی رقص در نقش وس کوپر (دوره ای)
- H2O: فقط آب اضافه کنید در نقش رایان (دوره ای)[۳]
- تئاتر رؤیای شب نیمه تابستان (محصول ۲۰۰۹)[۴]